# Pteropus
O termo Raposa-voadora é a designação comum aos grandes morcegos do gênero Pteropus, da família dos pteropodídeos, encontrados especialmente em ilhas costeiras da África, Ásia e Oceania.

## Espécies
- Pteropus admiralitatum Thomas, 1894
- Pteropus aldabrensis True, 1893
- Pteropus alecto Temminck, 1837
- Pteropus anetianus Gray, 1870
- Pteropus aruensis Peters, 1867
- Pteropus banakrisi Richards e Hall, 2002
- Pteropus brunneus Dobson, 1878
- Pteropus caniceps Gray, 1870
- Pteropus capistratus Peters, 1876
- Pteropus chrysoproctus Temminck, 1837
- Pteropus cognatus Andersen, 1908
- Pteropus conspicillatus Gould, 1850
- Pteropus dasymallus Temminck, 1825
- Pteropus faunulus Miller, 1902
- Pteropus fundatus Felten e Kock, 1972
- Pteropus giganteus (Brünnich, 1782)
- Pteropus gilliardorum Van Deusen, 1969
- Pteropus griseus (É. Geoffroy, 1810)
- Pteropus howensis Troughton, 1931
- Pteropus hypomelanus Temminck, 1853
- Pteropus insularis Hombron e Jacquinot, 1842
- Pteropus intermedius Andersen, 1908
- Pteropus keyensis Peters, 1867
- Pteropus leucopterus Temminck, 1853
- Pteropus livingstonii Gray, 1866
- Pteropus lombocensis Dobson, 1878
- †Pteropus loochoensis Gray, 1870
- Pteropus lylei Andersen, 1908
- Pteropus macrotis Peters, 1867
- Pteropus mahaganus Sanborn, 1931
- Pteropus mariannus Desmarest, 1822
- Pteropus melanopogon Peters, 1867
- Pteropus melanotus Blyth, 1863
- Pteropus molossinus Temminck, 1853
- Pteropus neohibernicus Peters, 1876
- Pteropus niger (Kerr, 1792)
- Pteropus nitendiensis Sanborn, 1930
- Pteropus ocularis Peters, 1867
- Pteropus ornatus Gray, 1870
- Pteropus pelewensis Andersen, 1908
- Pteropus personatus Temminck, 1825
- †Pteropus pilosus Andersen, 1908
- Pteropus pohlei Stein, 1933
- Pteropus poliocephalus Temminck, 1825
- Pteropus pselaphon Lay, 1829
- Pteropus pumilus Miller, 1911
- Pteropus rayneri Gray, 1870
- Pteropus rennelli Troughton, 1929
- Pteropus rodricensis Dobson, 1878
- Pteropus rufus É. Geoffroy, 1803
- Pteropus samoensis Peale, 1848
- Pteropus scapulatus Peters, 1862
- Pteropus seychellensis Milne-Edwards, 1877
- Pteropus speciosus Andersen, 1908
- †Pteropus subniger (Kerr, 1792)
- Pteropus temminckii Peters, 1867
- †Pteropus tokudae Tate, 1934
- Pteropus tonganus Quoy e Gaimard, 1830
- Pteropus tuberculatus Peters, 1869
- Pteropus ualanus Peters, 1883
- Pteropus vampyrus (Linnaeus, 1758)
- Pteropus vetulus Jouan, 1863
- Pteropus voeltzkowi Matschie, 1909
- Pteropus woodfordi Thomas, 1888
- Pteropus yapensis Andersen, 1908